# غلام‌رضا خلج
غلامرضا خلج (زاده ۱۳۳۰)، هنرمند و مدرس خوشنویسی، مؤسس انجمن خوشنویسان ایران شعبه البرز، و رئیس اسبق شورای عالی انجمن خوشنویسان ایران است.

## زندگی‌نامه
خلج خط نستعلیق را نزد استاد غلامحسین امیرخانی و خط نسخ و ثلث را نزد استاد احمد زنجانی معصومی فرا گرفت. او در اوایل دهه پنجاه در کلاس‌های انجمن خوشنویسان ایران شرکت کرد و ظرف مدت یک سال و نیم توانست موفق به پایان دوره ممتاز شود. تدریس خوشنویسی را از همان سال‌ها در انجمن خوشنویسان تهران آغاز کرد و سپس به واسطه ساکن شدن در کرج، در سال ۱۳۵۹، کلاس‌های خوشنویسی را در این شهر راه‌اندازی کرد که در نهایت در سال ۱۳۶۲ منجر به تشکیل انجمن خوشنویسان شعبه کرج شد.او ضمن تدریس، سال‌ها عضو شورای عالی انجمن خوشنویسان ایران بود و در اوایل دهه ۸۰ نیز ریاست این شورا را برعهده داشت. وی تاکنون در بیش از ۴۰ نمایشگاه انفرادی و گروهی، در داخل و خارج از کشور شرکت داشته‌است. در دومین جشنواره منطقه‌ای خوشنویسی قلم از او به عنوان استاد پیشکسوت تقدیر شده‌است.